# Sergej Murejko
Sergej Jurijevič Murejko (* 2. července 1970) je bývalý sovětský a moldavský zápasník – klasik, bronzový olympijský medailista z roku 1996, které od roku 1997 reprezentoval Bulharsko.

## Sportovní kariéra
Zápasu se věnoval od svých 13 let v Kišiněvě pod vedením Gheorghe Bondara. V sovětské mužské reprezentaci se pohyboval od roku 1990 v nejtěžší váze do 130 kg v zápasu řecko-římském. Po rozpadu Sovětského svazu reprezentoval od roku 1992 rodné Moldavsko. Připravoval se pod vedením Genadije Voločugina a Alexandra Kozara. V roce 1996 se kvalifikoval na olympijské hry v Atlantě. Ve druhém kole prohrál s Rusem Alexandrem Karelinem 0:2 na body, ale přes opravy se bez ztráty bodu probojoval do boje o třetí místo proti Ukrajinci Petru Kotokovi. Vyrovnaný zápas vyhrál 1:0 na body a vybojoval první olympijskou medaili pro Moldavsko.
Představitelé moldavského sportu mu však nenabídli zlepšené podmínky pro přípravu proto přijal nabídku reprezentovat Bulharsko, kde dostal byt, auto a slušný plat vrcholového sportovce. Při svém prvním startu za novou zemi v roce 1997, získal titul mistra Evropy při neúčasti fenomenálního Karelina.
V roce 2000 se kvalifikoval na olympijské hry v Sydney. Doplatil však na náročný los, který mu do skupiny přidělil Rusa Karelina. S Karelinem svedl vyrovnaný zápas, ale jako v předchozích duelech ho neporazil a ze skupiny do vyřazovacích bojů nepostoupil. Od roku 2002 Mezinárodní zápasnická federace snižovala počet váhových kategorií a měnila limity. Na nový limit své váhy do 120 kg si dlouho nemohl zvyknout. Na olympijskou sezonu 2004 se však připravil dobře a kvalifikoval se na své třetí olympijské hry v Athénách. Podobně jako v Sydney však nepostoupil ze základní skupiny, když po vyrovnaném souboji prohrál s Američanem Rulonem Gardnerem. Sportovní kariéru ukončil v roce 2006. Žije v Kišiněvě a věnuje se trenérské práci.

## Výsledky
| Turnaj             | Sovětský svaz | Sovětský svaz | Sovětský svaz | Sovětský svaz | Moldavsko | Moldavsko | Moldavsko | Moldavsko | Moldavsko | Bulharsko | Bulharsko | Bulharsko | Bulharsko | Bulharsko | Bulharsko | Bulharsko | Bulharsko | Bulharsko |
| Turnaj             | 1988          | 1989          | 1990          | 1991          | 1992      | 1993      | 1994      | 1995      | 1996      | 1997      | 1998      | 1999      | 2000      | 2001      | 2002      | 2003      | 2004      | 2005      |
| Turnaj             | 18            | 19            | 20            | 21            | 22        | 23        | 24        | 25        | 26        | 27        | 28        | 29        | 30        | 31        | 32        | 33        | 34        | 35        |
| Turnaj             | -115          | -130          | -130          | -130          | -130      | -130      | -130      | -130      | -130      | -125      | -130      | -130      | -130      | -130      | -120      | -120      | -120      | -120      |
| ------------------ | ------------- | ------------- | ------------- | ------------- | --------- | --------- | --------- | --------- | --------- | --------- | --------- | --------- | --------- | --------- | --------- | --------- | --------- | --------- |
| Olympijské hry     | —             |               |               |               | —         |           |           |           | 3.        |           |           |           | úč.       |           |           |           | úč.       |           |
| Mistrovství světa  |               | —             | —             | —             |           | 2.        | 7.        | 2.        |           | 4.        | 6.        | 3.        |           | 4.        | úč.       | 6.        |           | úč.       |
| Mistrovství Evropy | —             | —             | —             | —             | —         | 3.        | —         | 3.        | 3.        | 1.        | 3.        | —         | 2.        | 3.        | úč.       | úč.       | 3.        | —         |
| MS nadějí          | —             |               | 1.            |               |           |           |           |           |           |           |           |           |           |           |           |           |           |           |
| ME nadějí          |               | 1.            |               |               |           |           |           |           |           |           |           |           |           |           |           |           |           |           |
| MS juniorů         | 1.            |               |               |               |           |           |           |           |           |           |           |           |           |           |           |           |           |           |